# 田向長資
田向 長資（たむけ ながすけ）は、室町時代中期の公家。田向経兼の子。

## 概要
伏見宮家の女児の深曾木・髪置の役は長資が務めるのが佳例とされ、智久・めここ・理延・ちよちよ・雲岳聖朝のほか、後花園天皇の皇女・観心の際も髪置の役を務めた。また、伏見宮貞成親王の第四王女を養君としていたが、永享2年（1430年）8月10日に夭逝した。同年に父・田向経兼が足利義教の勘気に触れて失脚すると、長資も姉妹の近衛局（一条局）とともに祗候を留められた。永享8年（1436年）4月に山城国大野荘を没収された経兼が出家した後も長資は伏見に住し、翌9年（1437年）12月には山城国大野荘を返付された。義教の没後は再び貞成親王に近仕し、康正2年9月、貞成親王薨去により出家した。その後の動向は不明。